# Nördlicher Zinnoberschwamm
Der Nördliche Zinnoberschwamm oder kurz Zinnoberschwamm (Trametes cinnabarina, Syn.: Pycnoporus cinnabarinus) ist eine Pilzart aus der Familie der Stielporlingsverwandten. Er wird auch als Zinnoberrote Tramete oder Zinnobertramete bezeichnet.

## Merkmale

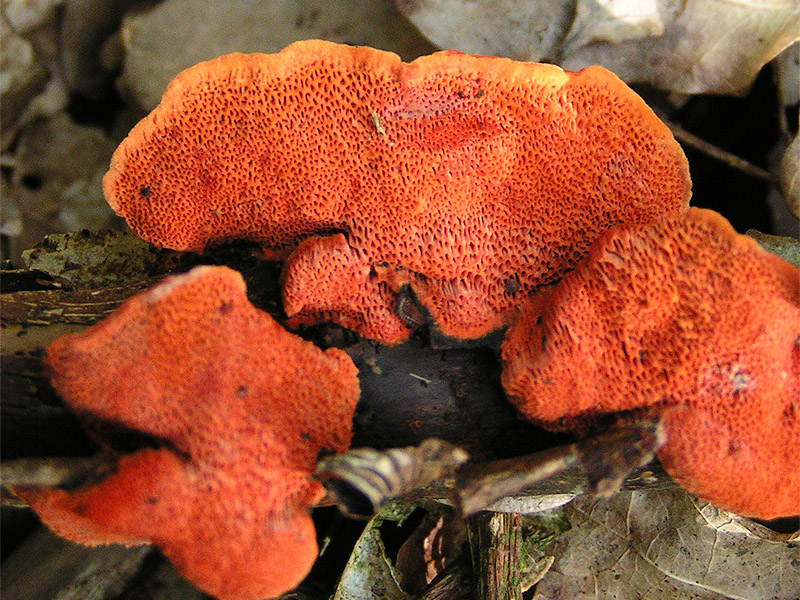
Hutunterseite des Nördlichen Zinnoberschwamms mit eckigen und länglichen Poren.

Der Nördliche Zinnoberschwamm besitzt einen 2–10 cm breiten und bis zu 6 cm konsolenförmig von der Anwachsstelle abstehenden, 1–2 cm dicken Fruchtkörper. Die Oberfläche ist unregelmäßig höckerig und warzig. Die Farbe ist meist ein auffälliges Zinnoberrot, auch orangerote Exemplare kommen vor. Mit Kalilauge verfärbt sich das Fleisch schwärzlich. Die 1(–2)-jährigen Fruchtkörper sind undeutlich konzentrisch gezont und haben einen schwach wellig verbogenen Rand. Die eckigen und länglichen Poren sind labyrinthisch angeordnet und relativ fein (2–3 pro mm). Das Fleisch ist zäh, lederig-hart, korkig und orangerot gefärbt. Geruch und Geschmack sind unauffällig.

## Ökologie

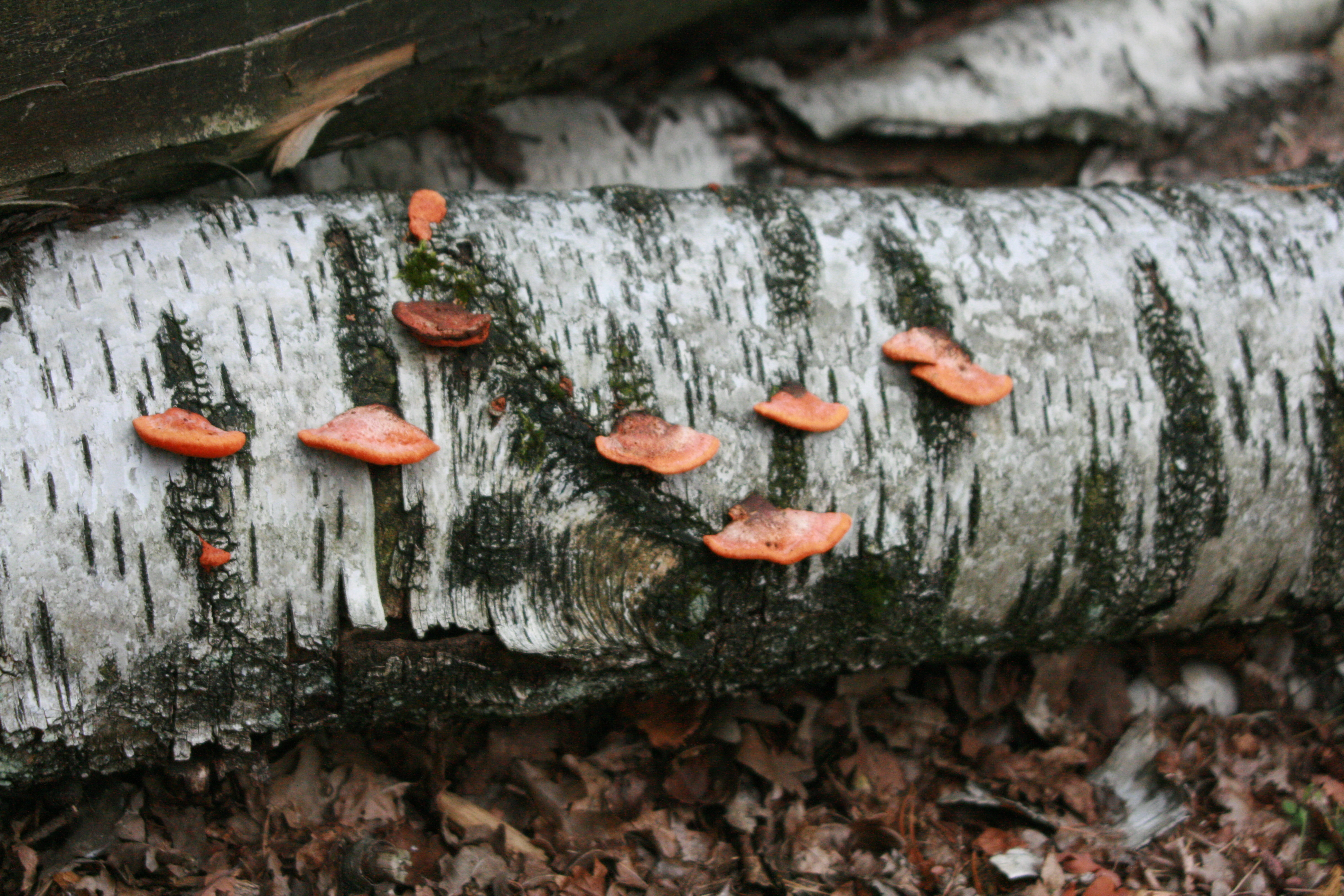
Liegender Birkenstamm mit einigen Fruchtkörpern des Nördlichen Zinnoberschwamms.

Der Nördliche Zinnoberschwamm ist ein saprobiontischer Holzbewohner, der Laubhölzer besiedelt; bevorzugtes Substrat ist in Mitteleuropa die Rotbuche. Daneben werden andere Laubhölzer, seltener Nadelhölzer besiedelt. Sie gehört gemeinsam mit dem Gemeinen Spaltblättling und der Striegeligen Tramete zu den Erstbesiedlern abgestorbener, noch stehender oder liegender Stämme oder Stämmchen, liegender lichtexponierter Stämme, Zweige und Äste, kann aber auch noch in späteren Zersetzungsphasen auftreten. Der Nördliche Zinnoberschwamm kommt in lichten, eher bodentrockenen Buchen- und Hainbuchen-Eichenwäldern vor. Als sehr licht- und wärmeliebende Art kommt sie selten innerhalb geschlossener Baumbestände vor, sondern bevorzugt Kahlschläge, Lichtungen, Waldränder, Hecken, Obstplantagen, Parks und Gärten.

## Verbreitung
Der Nördliche Zinnoberschwamm kommt in der Holarktis von der wärmeren bis zur borealen Zone vor, er wird in Nordasien, Nordamerika und Kanada gefunden. In Südamerika und Südasien (Indien) wird er selten gefunden. In Europa ist die Art von Spanien und Italien bis zum 71. Breitengrad und bis zum Ural verbreitet. Im atlantischen Bereich ist sie seltener, sie fehlt im Wesentlichen in Frankreich, in den Niederlanden und Irland, im östlichen Großbritannien und Dänemark ist sie selten. In Deutschland ist die Spezies im ganzen Land verbreitet, fehlt aber in einigen Gegenden Nordwestdeutschlands sowie in den mittel- und süddeutschen Nadelwaldgebieten.
Der Nördliche Zinnoberschwamm hat in der Vergangenheit starke Bestandsschwankungen erlebt, deren Ursachen nicht komplett verstanden sind. Nachdem er in der ersten Hälfte des 19. Jahrhunderts offenbar häufig und verbreitet war, nahm er bis etwa 1960 sehr stark ab, um sich dann erneut auszubreiten. Eine mögliche Ursache könnte die geringere Nutzung von Leseholz sein, wodurch an Holz- und Reisighaufen geeignete Standorte entstanden.

## Bedeutung
Der Nördliche Zinnoberschwamm ist kein Speisepilz, als Holzzersetzer ist er unbedeutend.

## Systematik
Die rot gefärbten Arten der Trameten werden bisweilen in der eigenen Gattung Pycnoporus geführt, allerdings belegen phylogenetische Untersuchungen, dass sie verwandtschaftlich nicht von anderen Trameten abgegrenzt werden können und somit in die Gattung Trametes gestellt werden müssen.